# Franz Cölestin von Beroldingen

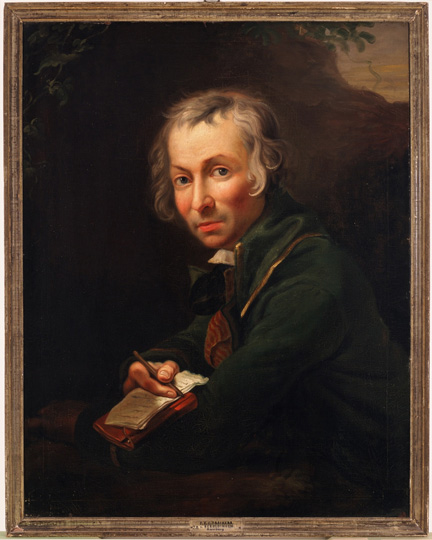
Franz Egon Coelestin Freiherr von Beroldingen, Gemälde von Johann Heinrich Ramberg, 1789, Gleimhaus Halberstadt

Franz Egon Cölestin Freiherr von Beroldingen (* 11. Oktober 1740 in St. Gallen; † 8. März 1798 in Walshausen bei Hildesheim) war ein Theologe und spekulativer Geologe.

## Leben
Er war das fünfte Kind des Joseph Euseb Anton von Beroldingen, Herr zu Gündelhard, Hürrhausen und Beerenberg, und seiner Gemahlin Maria Anna Roll von Bernau.
Er war Domkapitular in Hildesheim, dann in Osnabrück, Archidiakon in Elze und letztendlich Obedientiar in Walshausen, wo ihn u. a. Freiherr Heinrich Friedrich Karl vom und zum Stein besuchte.
Daneben war er Autodidakt in den mineralogischen und geognostischen Fächern.
Joseph Anton Siegmund von Beroldingen (1738–1816), Domherr in Speyer bzw. Hildesheim, Freund Goethes und des Hl. Klemens Maria Hofbauer, war sein Bruder. Der württembergische Diplomat Paul Joseph von Beroldingen (1754–1831) gehörte zu seinen Halbgeschwistern.

## Werke (Auswahl)
- Beobachtungen, Zweifel und Fragen die Mineralien betreffend. 1788.
- Beschreibung des Driburger Gesundbrunnens. 1782.
- Ueber Hochnebel oder Hochrauch. 1784.
- Bemerkungen aus einer Reise durch die pfälzisch-zweibrückischen Quecksilberbergwerke. 1784.
- Die Vulkane älterer und neuerer Zeit. 2 Bände, 1791.